# David Lizoain Loizu
David Lizoain Loizu (Pamplona, 23 de març de 1985) és un futbolista navarrès, que ocupa la posició de davanter.

## Trajectòria
Comença a destacar al Peña Sport de Tafalla, amb qui marca set gols en 18 partits. Això li val fitxar per l'Athletic Club el 2004. Incorporat al filial, l'atacant hi roman dues campanyes, jugant només dos partits per al primer equip, corresponents a la Copa Intertoto de la temporada 05/06.
El 2006 retorna a Navarra, per recalar al filial del CA Osasuna. Mitjada la campanya 08/09, recala al CD Izarra, amb qui ascendeix eixe any a Segona B.